# Związek Zielonych i Rolników
Związek Zielonych i Rolników (łot. Zaļo un Zemnieku savienība, ZZS) – łotewska centrowa koalicja polityczna utworzona w 2002. W latach 2002–2011 oraz 2014–2019 jeden z podmiotów tworzących centroprawicowe gabinety Łotwy. Przewodniczącym sojuszu pozostaje Armands Krauze.

## Historia
Związek Zielonych i Rolników powstał w 2002 jako koalicja dwóch ugrupowań: Łotewskiego Związku Rolników i Łotewskiej Partii Zielonych. Wcześniej, w wyborach do Sejmu V i VI kadencji, obie partie startowały osobno. W wyborach w 1993 LZS zdobył 10,65% głosów i 12 mandatów, zaś tzw. Zielona Lista – 1,19% głosów. W wyborach w 1995 Łotewska Partia Zielonych współpracowała z Łotewskim Narodowym Ruchem Niepodległości (LNNK), zaś Łotewski Związek Rolników – ze Związkiem Chrześcijańsko-Demokratycznym i Łatgalską Partią Demokratyczną. Oba ugrupowania uzyskały wówczas siedem mandatów w Sejmie (LZP – 4, LZS – 3). W wyborach w 1998 żadna z partii nie uzyskała miejsc w Sejmie (LZP w sojuszu z KDS i Partią Pracy zebrała 2,29% głosów; LZS samodzielnie – 2,47%), jednak skutecznie ubiegały się o miejsca w radach: Łotewska Partia Zielonych w dużych miastach, zaś Łotewski Związek Rolników w radach gminnych. 
Pierwszy raz obie partie wystartowały w koalicji w wyborach sejmowych w 2002, uzyskując 9,4% głosów i 12 mandatów. ZZS weszła w skład rządu Einarsa Repšego: Dagnija Staķe objęła resort zabezpieczenia społecznego, Raimonds Vējonis środowiska (i do stycznia 2003 – rozwoju regionalnego), a Mārtiņš Roze rolnictwa. Po upadku gabinetu polityk Łotewskiej Partii Zielonych Indulis Emsis został na krótki okres premierem – urząd pełnił od 9 marca do 2 grudnia 2004. Pozostali ministrowie ZZS zachowali swoje teki. Działacze Związku weszli także w skład pierwszego Aigarsa Kalvītisa, utworzonego w grudniu 2004, obejmując te same resorty. Po wyjściu z koalicji Nowej Ery Baiba Rivža została na trzy lata ministrem oświaty i nauki.  
W wyborach w 2006 ZZS uzyskał 16,71% głosów i 18 mandatów, z czego 13 dla LZS, 4 dla LZP i dwa dla przedstawicieli ugrupowania "Dla Łotwy i Windawy", w tym Gundarsa Daudzego, który został w 2007 marszałkiem Sejmu IX kadencji. Partia wygrała wybory w Kurlandii (27,52% głosów) i Semigalii (24,18%). Zachowała swe teki w drugim rządzie Aigarsa Kalvītisa (2006–2007), weszła również w skład gabinetów Godmanisa (2007–2009) i Dombrovskisa (2009–2010). 
W wyborach w 2010 ugrupowanie zajęło trzecie miejsce z poparciem 19,68%, które przełożyło się na 22 mandatów. Najlepszy wynik koalicja uzyskała w Kurlandii, najgorszy w Rydze i Łatgalii. Spośród 22 miejsc w Sejmie 13 przypadło LZS, 4 – LZP, 2 – Partii Lipawskiej, a 3 – ugrupowaniu "Dla Łotwy i Windawy". Partia była reprezentowana przez sześciu ministrów w drugim gabinecie Dombrovskisa, zaś Gundars Daudze został wicemarszałkiem Sejmu X kadencji. Po wyborach w 2011 ZZS pozostawało w opozycji. Weszło w skład rządu Laimdoty Straujumy. W wyborach parlamentarnych w 2014 zieloni i rolnicy uzyskali 19,53% głosów oraz 21 mandatów w Sejmie XII kadencji. 
Koalicja ubiegała się o miejsca w Parlamencie Europejskim (w latach 2004 i 2009), w obu przypadkach bez powodzenia (odpowiednio: 4,25% i 3,72%). Jest reprezentowana w samorządach miejskich i gminnych – jej przedstawiciel (Andris Rāviņš) pełni m.in. funkcję burmistrza Jełgawy. W wyborach europejskich 2014 posłanką ZZS została Iveta Grigule, która sprawowała swój mandat do 2019. W wyborach w 2019 partia nie uzyskała przedstawicielstwa w Parlamencie Europejskim. 
Na wiosnę 2022 sojusz opuściła Łotewska Partia Zielonych oraz Partia Lipawska. Obecnie w skład ugrupowania wchodzi jednak także Łotewska Socjaldemokratyczna Partia Robotnicza. ZZS wystartował w wyborach jesienią 2022 roku. Ostatecznie koalicja uzyskała 12,44% głosów, wprowadzając do Sejmu 16 posłów. Wśród nich znaleźli się m.in. Uldis Augulis, Andris Bērziņš, Augusts Brigmanis, Gundars Daudze, Armands Krauze i Viktors Valainis. Ugrupowanie tworzy koalicję rządzącą wraz z Nową Jednością, Postępowymi i Honorem Służyć Rydze. 

## Władze
Przewodniczącym sojuszu pozostaje Armands Krauze. 